# Sommers Weinstuben

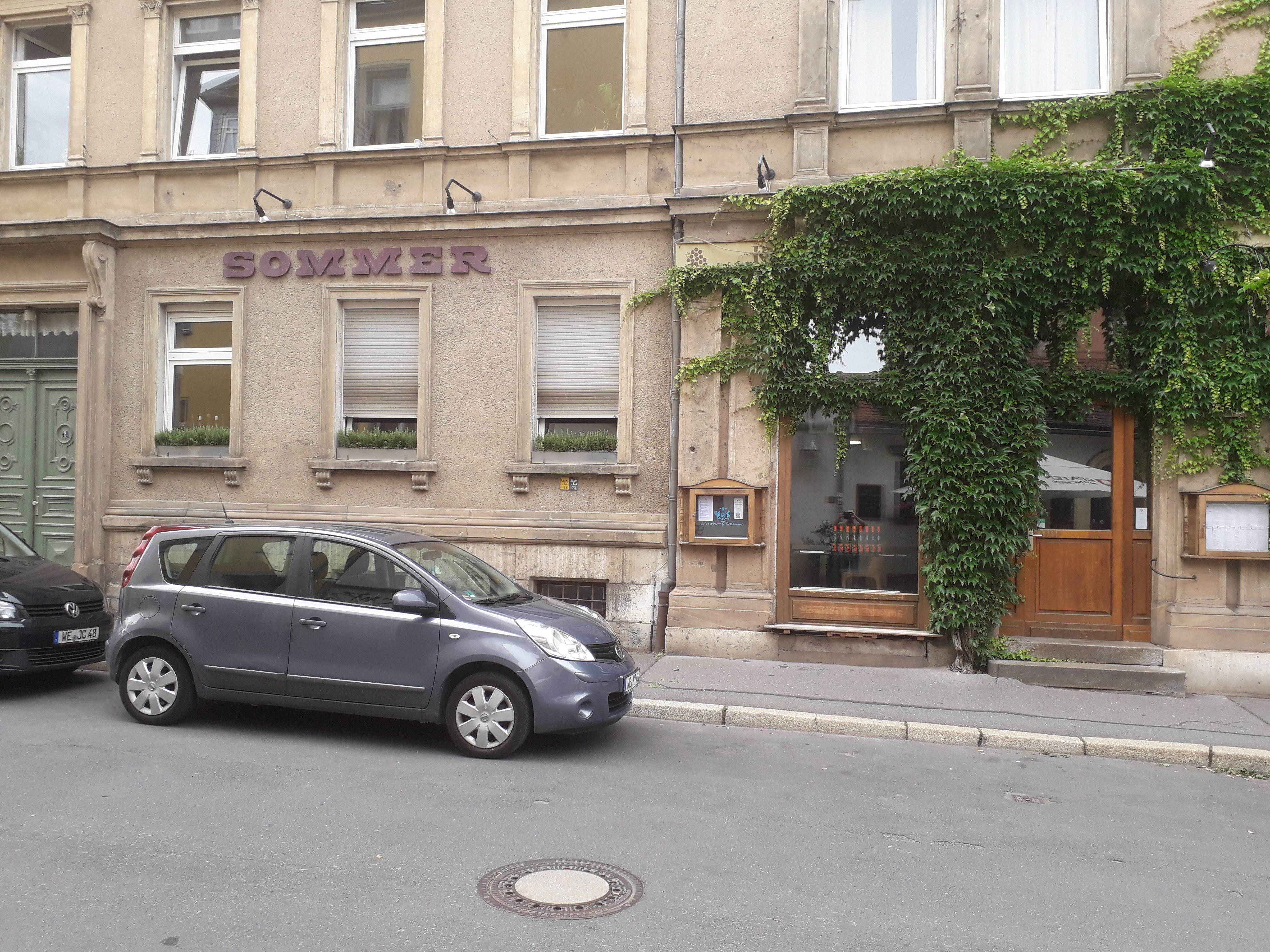
Sommers Weinstuben

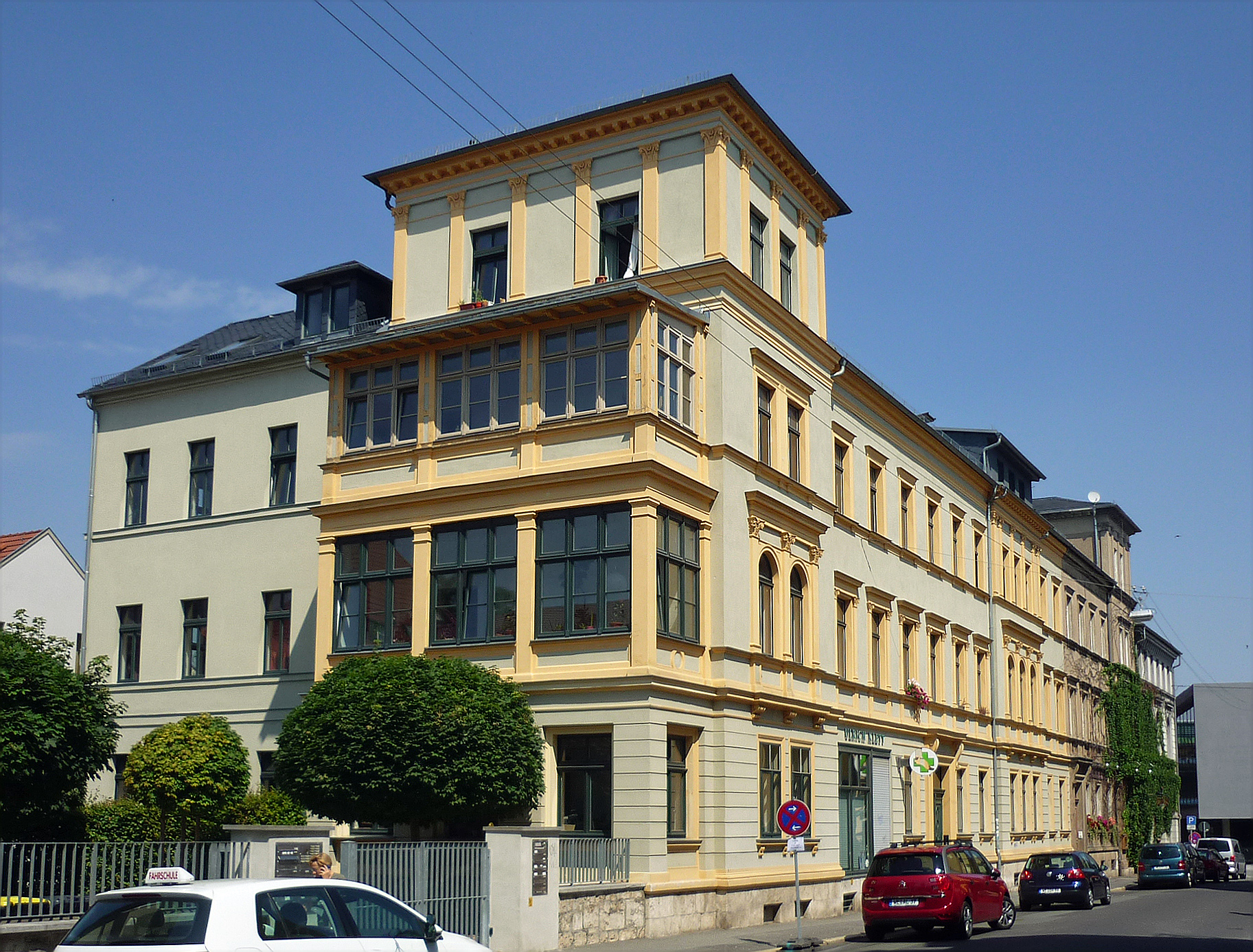
Wohn- und Geschäftshaus 2/4/6

Sommers Weinstuben war ein Weinlokal in der Humboldtstraße 2 in Weimar. Das Wohn- und Geschäftshaus Humboldtstraße 2/4/6 steht in der Liste der Kulturdenkmale in Weimar (Einzeldenkmale).

## Geschichte
Die Häuser 2/4/6 wurden ursprünglich 1867/68 für den Wollhändler Carl Friedrich Linsenbarth (1815–1885) errichtet. Diese mehrgeschossige Häuserzeile wurde im neoklassizistischen Stil errichtet. Die genannten Gebäude haben Dachgauben in wechselnder Gestalt. Linsenbarth hatte es zu Wohnzwecken für seine drei Töchter und deren Familien bauen lassen. Am Eingang sind zwei Weinstöcke, die sich an der Hauswand emporranken und bis an den Giebel der benachbarten Stadtbücherei reichen und diesen zum Teil mit bedecken.
Das Lokal bestand von 1868 bis etwa 1960 und wurde von Hermann Sommer, dem Schwiegersohn  Carl Friedrich  Linsenbarths, zusammen mit seiner Frau Rosa, geb. Linsenbarth, als Delikatess- und Weinhandlung gegründet. Auch trafen sich hier gern Künstler wie Alfred Ahner und Logen wie die Schlaraffia und Anna Amalia. Sommers Weinstuben waren Hoflieferant. Im Jahr 1956 wurde es durch die Handelsorganisation übernommen. Die Humboldtstraße 2 firmierte unter VEB Fischverarbeitung Weimar.
Seit 1991 ist es wieder in Privatbesitz und wurde 2017 als Weinbar Weimar wieder in Betrieb genommen.